# Kōsei Tanaka
Kōsei Tanaka (jap. 田中 恒成, Tanaka Kōsei; * 15. Juni 1995 in Tajimi, Präfektur Gifu, Japan) ist ein japanischer Profiboxer und aktueller ungeschlagener WBO-Weltmeister Strohgewicht.

## Amateurkarriere
Tanaka nahm im Jahre 2012 in der armenischen Hauptstadt Jerewan an den Jugend-Weltmeisterschaften teil und kam bis ins Viertelfinale, wo er gegen den Inder Lalitha Prasad Polipalli nur knapp nach Punkten verlor (11:12).
2013 errang er nach einer knappen Finalniederlage (13:15) gegen Jade Bornea die Bronzemedaille bei den Asiatischen Jugendspielen in Subic Bay, Philippinen.

## Profikarriere
In seinem 3. Kampf gewann er den OPBF-Gürtel, als er Crison Omayao in der 1. Runde schwer k.o. schlug. In seinem nächsten Fight siegte er über seinen Landsmann Ryuji Hara (Bilanz 18-0-0) durch technischen K. o. in der 10. Runde und fügte ihm zugleich seine erste und bisher einzige Niederlage zu.
Bereits in seinem 5. Kampf eroberte er den vakanten Weltmeistertitel des Verbandes WBO, was sehr beachtlich ist.